# Собака Баскервилей (фильм, 1931)
Собака Баскервилей (англ. The Hound of the Baskervilles) — британский кинофильм 1931 года. Снят по одноимённой повести (1901) Артура Конан Дойла.

## Сюжет
См. Собака Баскервилей: Сюжет

## В ролях
- Джон Стюарт[англ.] — сэр Генри Баскервиль
- Роберт Рендел — Шерлок Холмс
- Фредерик Ллойд — доктор Ватсон
- Хэзер Эйнджел — Берил Стэплтон
- Реджинальд Бах[англ.] — Стэплтон
- Уилфред Шайн — доктор Мортимер
- Сэм Ливси[англ.] — сэр Хьюго Баскервиль
- Генри Халлатт — Бэрримор
- Сибил Джейн — миссис Бэрримор
- Элизабет Воэн — миссис Лора Лайонс

## Производство, выход, критика
Данный фильм стал первой звуковой киноадаптацией произведения. Создала его компания Gainsborough Pictures, затратив на это 25 000 фунтов стерлингов. Монтажёром ленты выступил Иэн Дэлримпл, дистрибьютором стала компания Gaumont-British. Премьера картины состоялась в Ирландии 11 декабря 1931 года, затем 10 апреля 1932 года фильм впервые был показан в Великобритании (только в кинотеатрах Лондона), поэтому во многих источниках годом выхода фильма указан 1932, а не 1931.
Критики того времени посчитали фильм слабым. Издание Bioscope написало: «Картина удерживает свою аудиторию скорее на диалогах Эдгара Уоллеса, а не на постоянном действии. Развитие становится утомительным в попытке собрать кусочки тайны воедино».

Журнал Picturegoer заявил: «Эта картина не отдаёт должного захватывающей истории Шерлока Холмса».
Долгие годы считалось, что сохранилась только немая версия фильма, однако в 1991 году компания Rank Corporation подарила Британскому институту кино полную звуковую версию этой ленты.